# Ehrhart Neubert
Pour les articles homonymes, voir Neubert.
Ehrhart Neubert, pseudonyme Christian Joachim, né le 2 août 1940 à Herschdorf (Gau de Thuringe) et mort le 17 novembre 2024 à Limlingerode, un hameau de Hohenstein (Thuringe), est un théologien est-allemand puis allemand,  une figure de l'opposition est-allemande. 
Il est cofondateur du Bürgerbüro Berlin e. V. , une association contre les crimes commis par le régime communiste est-allemand et est actif dans divers comités et en tant qu'auteur d'ouvrages traitant des opposants à régime de la République démocratique allemande (RDA).

## Biographie
Ehrhart Neubert est originaire d'une famille protestante. En 1958, il commence à étudier la théologie protestante à l'Université Friedrich Schiller à Iéna. De 1964 à 1984, il travaille d'abord comme vicaire et plus tard comme pasteur à Blankenheim près de Weimar. À partir de 1973, il est également aumônier pour les étudiants à Weimar. En 1976, il rejoint l'Union chrétienne-démocrate d'Allemagne (RDA), parti qu'il quitte en 1984. Il travaille ensuite au département d'études théologiques de la Fédération des Églises évangéliques de la RDA à Berlin.
Ehrhart Neubert appartient aux cercles de l'opposition en RDA et sympathise avec les revendications des droits civiques de Robert Havemann. Il a travaillé dans divers cercles de paix de Thuringe depuis 1979 et, en relation avec le mouvement « de l'épée à la charrue ». Il entre alors en conflit avec les autorités de l'État, mais aussi avec sa propre direction d'église, noyautée par le Ministère de la Sécurité d'État. La Conférence chrétienne pour la paix a réussi à pénétrer les groupes d'opposition et à influencer leur action politique en faveur du régime en place. En avril 1986, Ehrhart Neubert a donné une conférence lors d'un week-end INFO du CFK Thüringen à Kapellendorf. Ses écrits sont publiés en Occident sous le pseudonyme « Christian Joachim ».
Lors de la Révolution pacifique de 1989, Ehrhart Neubert participe à la fondation du parti Réveil démocratique et travaille à son programme, en tant que vice-président. En janvier 1990, après des luttes de pouvoir internes, il démissionne du parti. Il adhère au Comité libre de la Baltique. De 1992 à 1995, il est membre d'Alliance 90 à Brandebourg (parti qui devient plus tard Alliance 90/Les Verts).
Dans la « loi d'initiative et réconciliation », il plaide pour le droit des victimes de la Stasi et un traitement cohérent de l'implication de la Stasi dans l'Église protestante. En 1992, le groupe parlementaire brandebourgeois Alliance 90 le nomme membre de la commission d'enquête de Manfred Stolpe. Il reste à ce poste jusqu'en 1994. En 1996, Ehrhart Neubert adhère à la CDU. La même année, il soutient une thèse à l'Université libre de Berlin sur l'histoire de l'opposition en RDA de 1949 à 1989.
À partir de 1997, Ehrhart Neubert travaille comme chef de département au département de l'éducation et de la recherche du commissaire fédéral aux archives du service de sécurité de l'État de l'ex-RDA. Avec Joachim Gauck, il est l'auteur de la contribution allemande dans l'édition 1997 en langue allemande du Livre noir du communisme. De 1998 à 2003, il est membre bénévole du conseil d'administration de la Fondation fédérale pour la réévaluation de la dictature du Parti socialiste unifié d'Allemagne. Depuis 1996, Neubert est membre fondateur du « Bürgerbüro Berlin », une association pour le traitement des dommages indirects de la dictature est-allemande. Il succède à Bärbel Bohley comme président.
À la retraite depuis 2005, Ehrhart Neubert assumait des tâches de pasteur à titre honorifique.

## Publications
- (de) E. Neubert, Geschichte der Opposition in der DDR  1949-1989, CH. Lnks, Berlin 1997, 958 p.  (ISBN 9783861531326)[5]
- (de) Bernd Eisenfeld, E. Neubert, Macht, Ohnmacht, Deutschland. Gegenmacht: Grundfragen zur politischen Gegnerschaft in der DDR (= Der Bundesbeauftragte für die Unterlagen des Staatssicherheitsdienstes der Ehemaligen Deutschen Demokratischen Republik: Analysen und Dokumente, Band 21), Edition Temmen, Brême 2001,  (ISBN 3-86108-792-8)[6]
- (de) E. Neubert, Dieser mörderische Krieg..." – Die Kriegstagebücher von Limlingerode 1914–1918, dans Beiträge zur Thüringischen Kirchengeschichte. Neue Folge. Band 6, Langenweißbach & Erfurt 2019.  (ISBN 9783957411068)[7]
- (de) Bernd Eisenfeld, Ilko-Sacha Kowalczuk & Ehrhart Neubert : Die verdrängte Revolution. Der Platz des 17. Juni 1953 in der deutschen Geschichte, Edition Temmen, Brême 2004,  (ISBN 9783861083870)[8] (ISBN 3-86108-387-6)

## Récompenses
En 2005, Ehrhart Neubert reçoit la Croix fédérale du mérite. En 2010, il reçoit le prix de littérature Friedrich Schiedel .